# Ford Fiesta V
La Ford Fiesta V (oppure Fiesta MkV) è un'autovettura di segmento B prodotta dalla filiale europea della casa automobilistica statunitense Ford dal 2002 al 2008, anno in cui è stata rimpiazzata dalla generazione successiva.
Si tratta della quinta generazione dell'utilitaria Ford.

## Storia

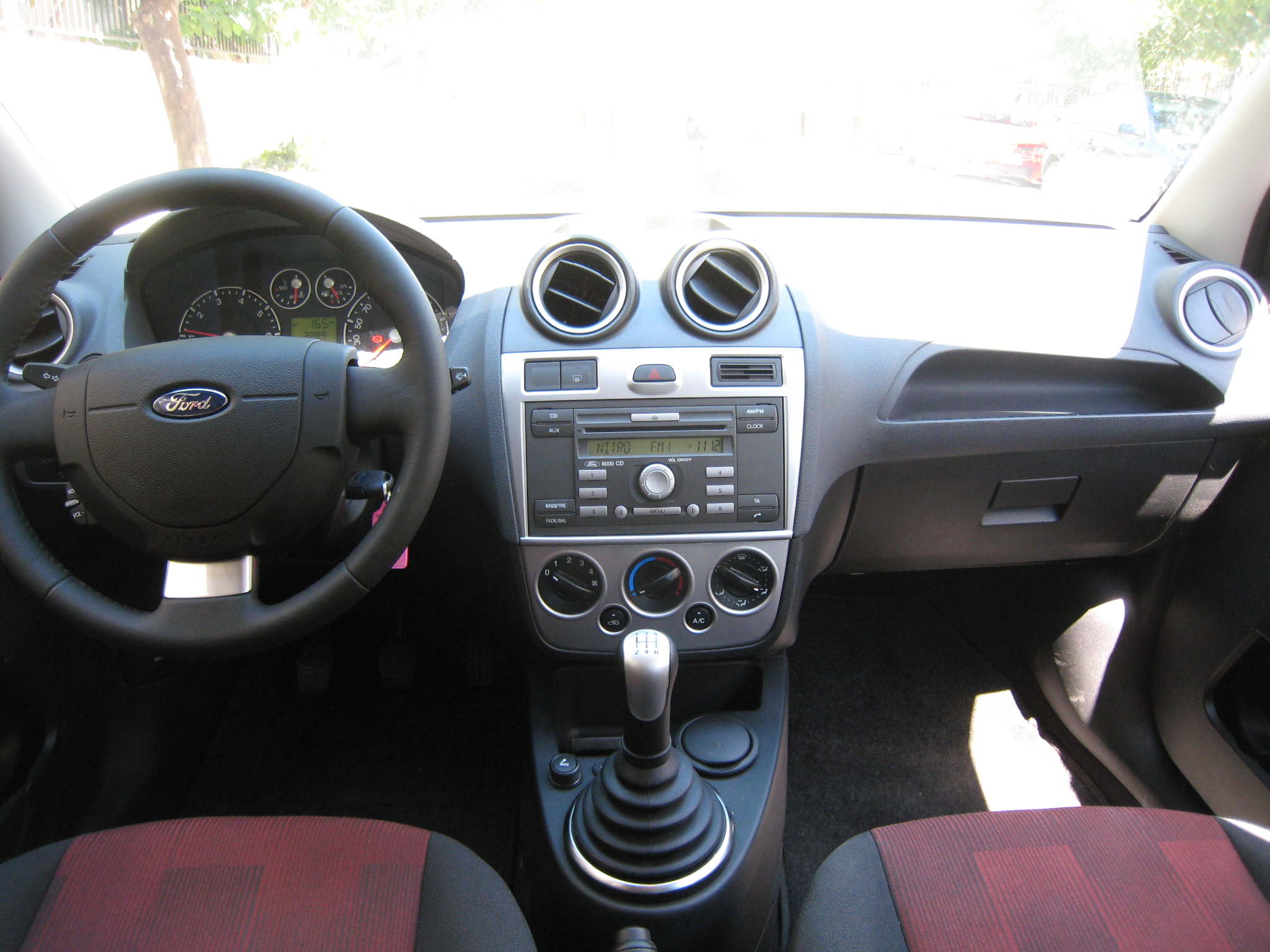
Abitacolo di una Fiesta del 2007

La quinta generazione venne presentata al Salone di Francoforte del 2001, ma arrivò sul mercato italiano a inizio aprile 2002 inizialmente solo nella versione a 5 porte. Lo stile era completamente nuovo, molto simile a quello della Focus prima serie, mentre le dimensioni aumentarono fino a sfiorare i 4 metri di lunghezza.
Gli interni erano meno vistosi della serie precedente avendo linee rette, superfici piatte e colorazioni grigie. Poco meno di un anno dopo arrivò la versione 3 porte, che differiva nel padiglione posteriore essendo più inclinato e sportivo. La dotazione di sicurezza venne migliorata grazie all'introduzione degli airbag laterali, anche se erano già presenti nella versione speciale "Four" (Euro 4 e 4 airbag) del restyling della serie precedente.
I motori a benzina erano gli stessi della serie precedente, aggiornati e rinominati Duratec. Tali motori erano il 1.2 litri da 60 CV e 75 CV, il 1.4 litri da 80 CV e il 1.6 litri da 103 CV.

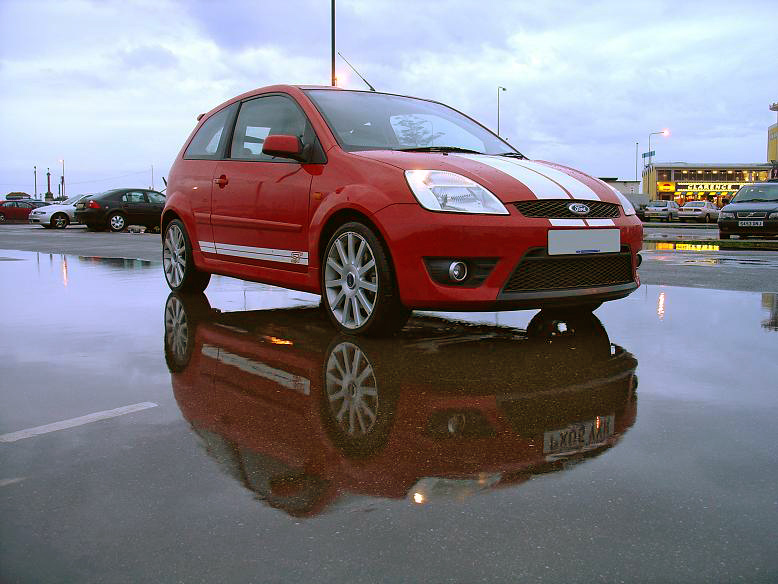
Fiesta ST

## Evoluzione
In seguito arrivarono motori turbodiesel common rail Duratorq realizzati in collaborazione con il gruppo PSA Peugeot Citroën: inizialmente venne venduto il 1.4 da 68 CV, seguito nel 2004 dal 1.6 litri da 90 CV. Nel 2005 arrivò la sportiva ST 150, con un 2.0 litri benzina aspirato da 150 CV, affiancando la versione meno potente "S", disponibile solamente con i 1.6 litri benzina e diesel. La quinta serie della Fiesta motorizzata con il 1.2 benzina da 60 CV aveva una velocità massima di 151 km/h e accelerava da 0 a 100 km/h in 18,8 secondi, mentre la versione ST aveva una velocità di punta di 208 km/h e accelerava da 0 a 100 km/h in 8,4 secondi. La Fiesta MkV fu in Italia la vettura straniera più venduta e in Gran Bretagna la seconda vettura in assoluto. Da questa generazione della Fiesta derivò anche la piccola monovolume Fusion, che Ford definì UAV (Urban Activity Vehicle), così come la Mazda 2, utilitaria della consorella giapponese.

### Restyling 2006

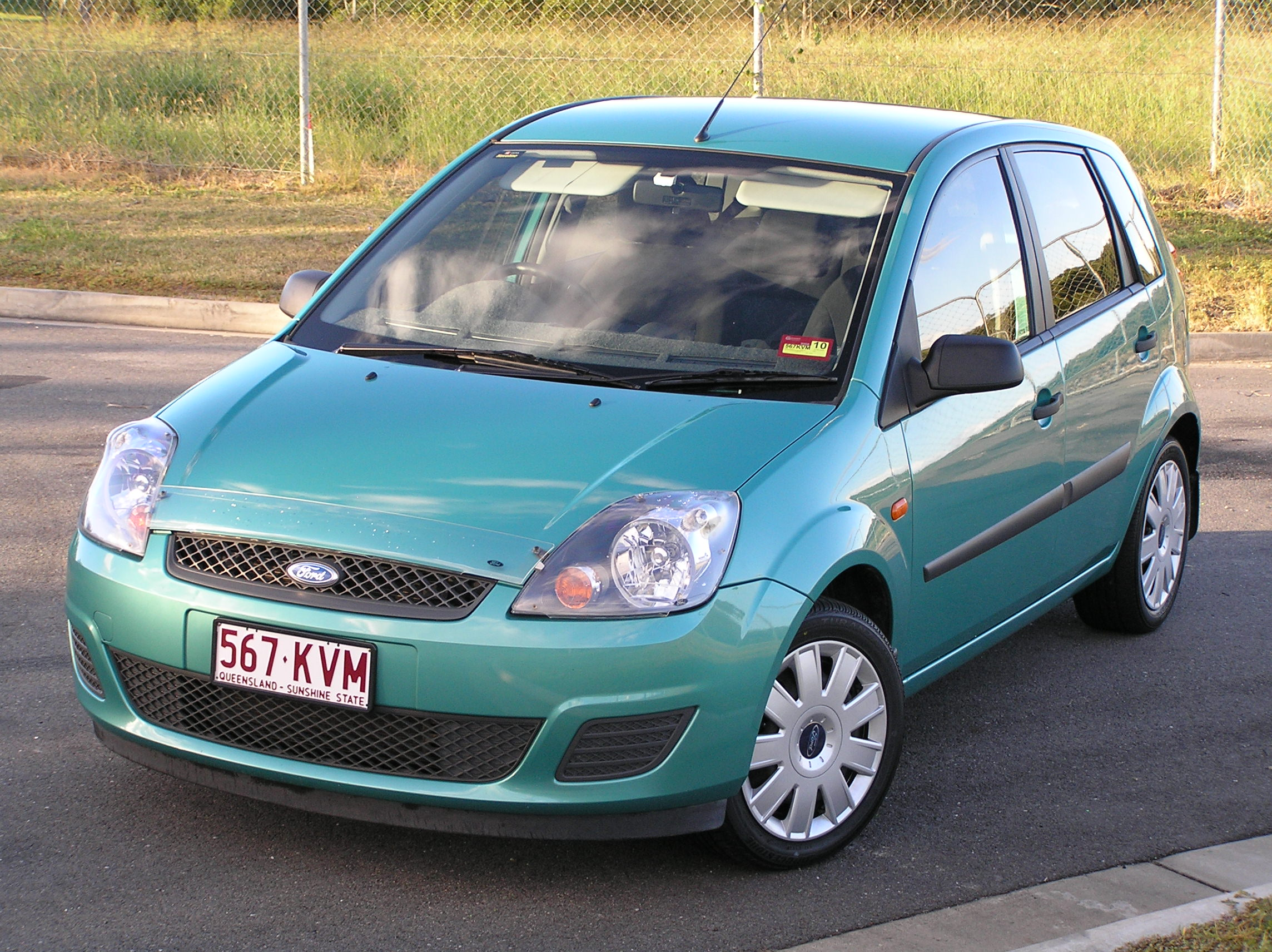
Ford Fiesta MKV restyling

Nel gennaio 2006 arrivò un restyling con un affinamento estetico esterno e un miglioramento dell'interno. Quest'ultimo venne reso più personale introducendo la doppia colorazione, nuove finiture e materiali e un cruscotto dotato di copertura morbida. Il frontale ricevette dei nuovi gruppi ottici, un differente disegno del paraurti anteriore e della mascherina, mentre al posteriore vennero cambiati i fanali e il paraurti.
Nel 2007 i gruppi ottici posteriori riportarono al loro interno due fanali tondi di colore chiaro per retromarcia e indicatori di direzione, che rappresentarono un successivo restyling prima della sesta serie. La Fiesta Mk5 e la MK5.b, sin dal suo esordio venne prodotta negli stabilimenti Ford of Europe di Colonia e Valencia.

### Il trentennale
In occasione del trentennale della vettura, la casa madre ha dichiarato di aver superato il traguardo dei 12 milioni di esemplari venduti, diffondendo anche i dati di produzione annuali per il mercato europeo.
| Anno | Produzione | Anno | Produzione | Anno | Produzione |
| ---- | ---------- | ---- | ---------- | ---- | ---------- |
| 1976 | 67.172     | 1986 | 366.343    | 1996 | 602.964    |
| 1977 | 312.839    | 1987 | 393.861    | 1997 | 484.943    |
| 1978 | 349.104    | 1988 | 388.703    | 1998 | 441.677    |
| 1979 | 355.744    | 1989 | 482.841    | 1999 | 346.739    |
| 1980 | 366.560    | 1990 | 618.361    | 2000 | 311.118    |
| 1981 | 353.177    | 1991 | 624.186    | 2001 | 275.989    |
| 1982 | 345.755    | 1992 | 648.781    | 2002 | 306.244    |
| 1983 | 341.639    | 1993 | 502.048    | 2003 | 324.978    |
| 1984 | 367.151    | 1994 | 548.046    | 2004 | 345.213    |
| 1985 | 346.978    | 1995 | 540.052    | 2005 | 358.931    |

| Nazioni (prime 10)   | Esemplari |
| -------------------- | --------- |
| Gran Bretagna        | 3.295.379 |
| Germania             | 2.323.594 |
| Italia               | 1.947.220 |
| Francia              | 1.475.172 |
| Spagna               | 1.162.091 |
| Belgio - Lussemburgo | 318.809   |
| Paesi Bassi          | 233.621   |
| Portogallo           | 216.514   |
| Irlanda              | 166.741   |
| Austria              | 117.816   |

## Motorizzazioni
| Modello    | Disponibilità       | Motore  | Cilindrata (cm³) | Potenza         | Coppia max (Nm) | Emissioni CO2 (g/km) | 0–100 km/h (secondi) | Velocità max (km/h) | Consumo medio (km/l) |
| 1.2 16V    | dal debutto al 2008 | Benzina | 1242             | 55 kW (75 CV)   | 110             | 139                  | 14,6                 | 170                 | 15,8                 |
| 1.4 16V    | dal debutto al 2008 | Benzina | 1388             | 59 kW (80 CV)   | 127             | 147                  | 13,2                 | 167                 | 15,8                 |
| 1.6 16V    | dal 2006 al 2008    | Benzina | 1596             | 74 kW (101 CV)  | 146             | 153                  | 10,7                 | 183                 | 15                   |
| 2.0 16V ST | dal 2005 al 2008    | Benzina | 1999             | 110 kW (150 CV) | 190             | 177                  | 8,4                  | 208                 | 13                   |
| 1.4 TDCi   | dal debutto al 2008 | Diesel  | 1399             | 50 kW (68 CV)   | 160             | 119                  | 15,5                 | 163                 | 20                   |
| 1.6 TDCi   | dal 2005 al 2008    | Diesel  | 1560             | 66 kW (90 CV)   | 204             | 116                  | 11,9                 | 180                 | 23,1                 |